# Elumalai
Elumalai es una ciudad y nagar Panchayat situada en el distrito de Madurai en el estado de Tamil Nadu (India). Su población es de 15746 habitantes (2011). Se encuentra a 67 km de Madurai.

## Demografía
Según el censo de 2011 la población de Elumalai era de 15745 habitantes, de los cuales 7890 eran hombres y 7856 eran mujeres. Elumalai tiene una tasa media de alfabetización del 65,15%, inferior a la media estatal del 80,09%: la alfabetización masculina es del 74,67%, y la alfabetización femenina del 55,60%.